# Élvia Castello Branco
Élvia Lordello Castello Branco ComMM (São Félix, 13 de dezembro de 1926 — Rio de Janeiro, 26 de novembro de 2005) foi uma advogada e magistrada brasileira.
Formou-se em direito pela antiga Universidade do Brasil, atual Universidade Federal do Rio de Janeiro. Foi colaboradora do Diário Carioca, onde conheceu o jornalista Carlos Castello Branco, com quem se casou.
Atuou como advogada no Rio de Janeiro até 1957, quando se tornou juíza do trabalho. Em 1961, tornou-se procuradora junto ao Tribunal de Contas do Distrito Federal. Foi empossada no cargo de ministra do Tribunal de Contas da União em 10 de setembro de 1987, nomeada pelo presidente da República José Sarney. 
Em 1992, como ministra do TCU, Élvia foi admitida pelo presidente Fernando Collor à Ordem do Mérito Militar no grau de Comendadora especial. Presidiu o TCU entre 1994 e 1995, quando se aposentou.
Morreu em 25 de novembro de 2005.